# إيما لين
إيما لين (بالفنلندية: Emma Laine) مواليد 26 مارس 1986 في كارلستاد، السويد، هي لاعبة كرة مضرب فنلندية تلعب باليد اليسرى وتحتل حالياً المرتبة 628 (18 يناير 2016) في تصنيف رابطة محترفات كرة المضرب.

## روابط خارجية
- إيما لين على موقع رابطة محترفات التنس (الإنجليزية)
- إيما لين على موقع الاتحاد الدولي لكرة المضرب (الإنجليزية)
- إيما لين على موقع كأس بيلي جين كينغ (الإنجليزية)
- إيما لين على موقع خلاصة التنس.كوم (الإنجليزية)
- إيما لين على موقع إي إس بي إن.كوم (الإنجليزية)